# Туранівські ялини
Тура́нівські яли́ни — ботанічна пам'ятка природи місцевого значення в Україні. Розташована в межах Шосткинського району Сумської області, при східній околиці села Туранівка, поряд з автодорогою Глухів — Ямпіль. 

## Опис
Площа 0,03 га. Статус присвоєно згідно з рішенням Сумської обласної ради від 28.04.2017 року «Про зміни в мережі територій та об'єктів природно-заповідного фонду області». Перебуває у віданні: Служба автомобільних доріг Сумської області. 
Статус присвоєно для збереження 2 дерев ялини європейської віком понад 120 років. 

## Галерея

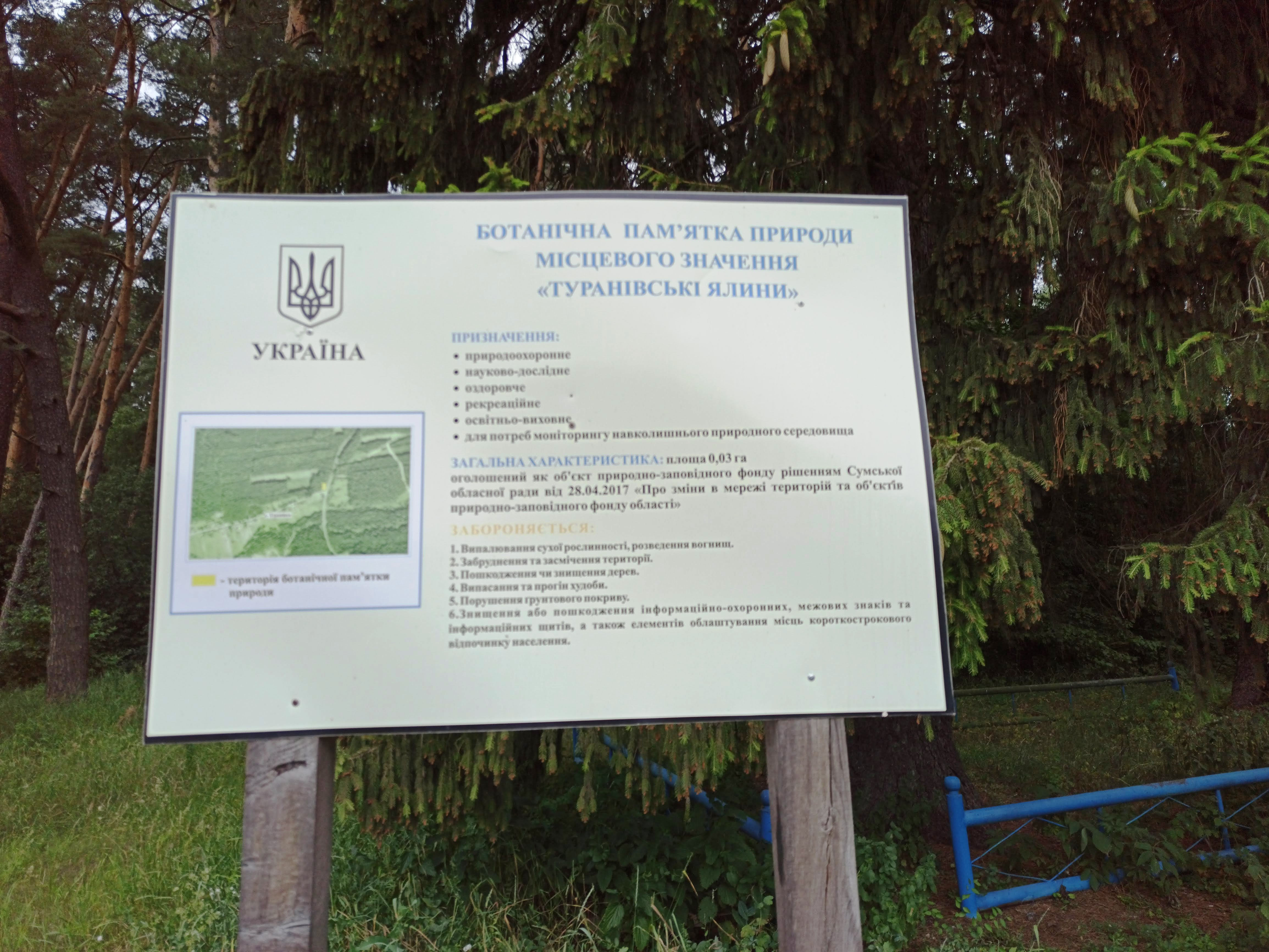
Загальний вигляд
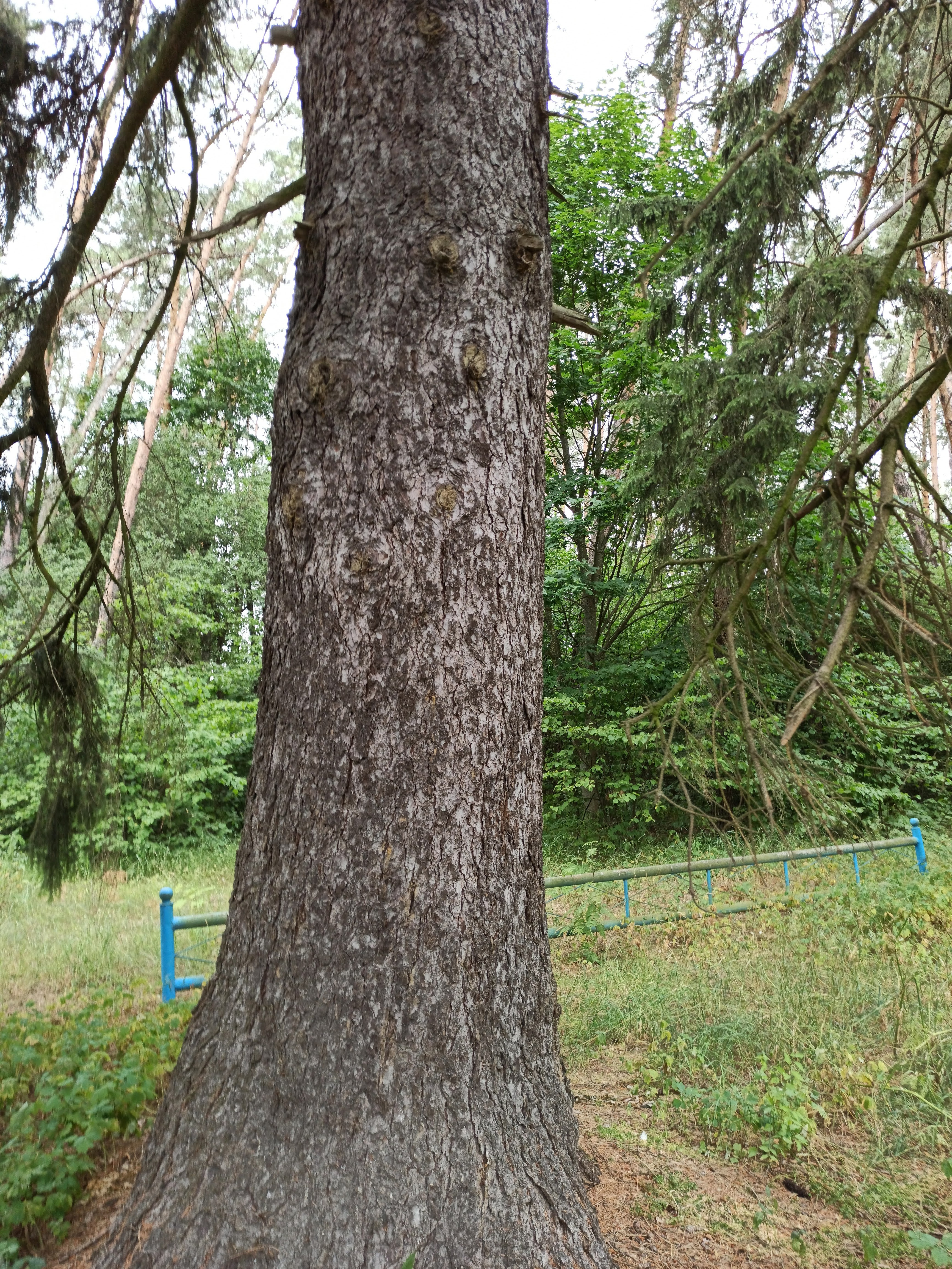
Стовбур знизу
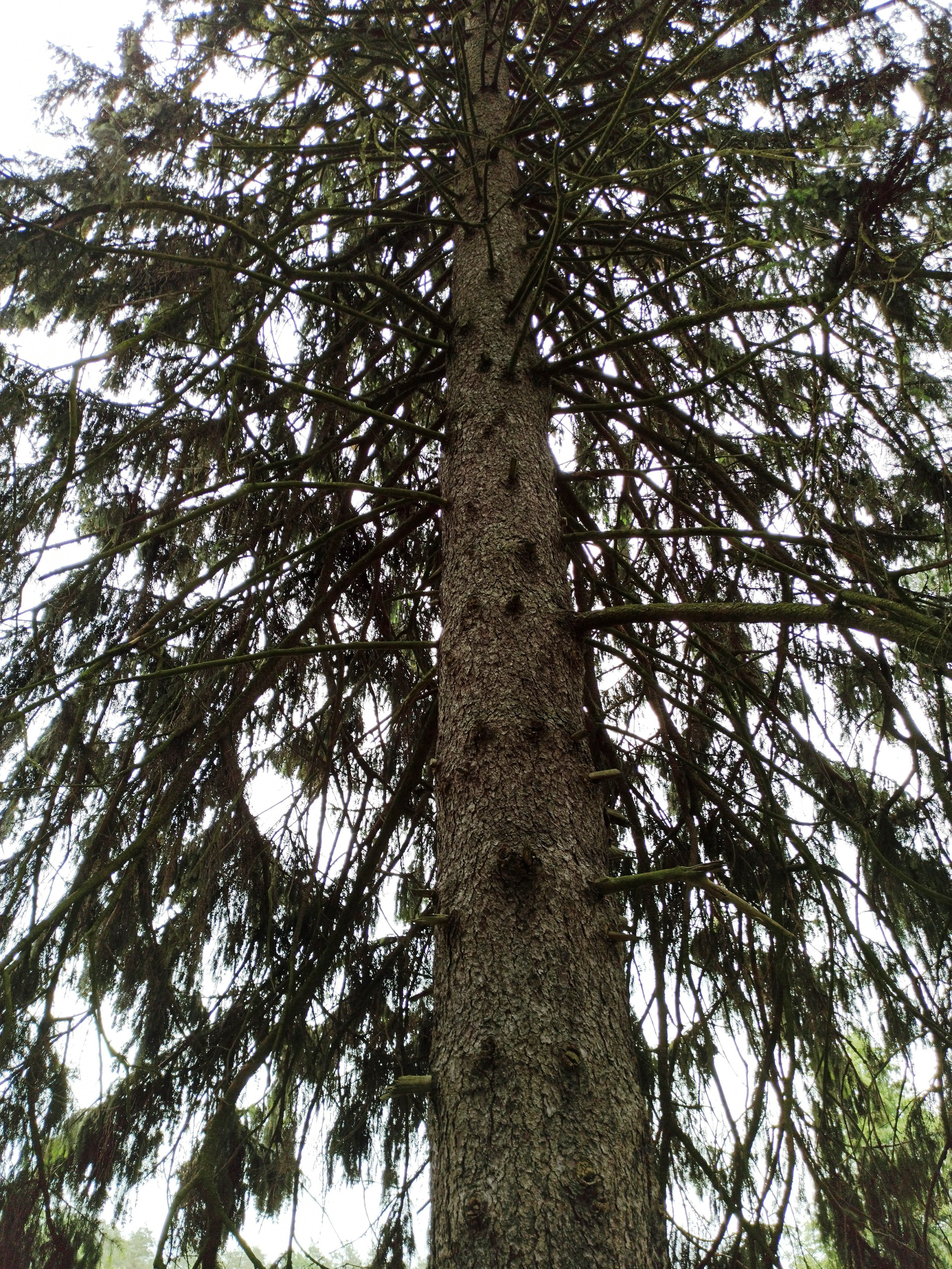
Вигляд крони